# Guillermo Rolando
Guillermo Ismael Rolando Vicente (Santiago, 21 de abril de 1975) es un ingeniero civil y emprendedor social chileno. Cofundador y actual Director Ejecutivo de la Fundación Fútbol Más. Desde marzo de 2018 hasta marzo de 2022, se desempeñó como subsecretario de Vivienda y Urbanismo, bajo la segunda administración del presidente Sebastián Piñera.

## Familia y estudios
Es uno de los cuatro hijos del matrimonio formado por Pablo Luis Guillermo Rolando Ward y Amelia Carmen Vicente Clave. Realizó sus estudios superiores en la carrera de ingeniería civil en la Pontificia Universidad Católica (PUC), y luego cursó un magíster en políticas públicas de la escuela de la Universidad de Harvard, Estados Unidos.
Está casado y es padre de dos hijas.

## Trayectoria profesional y política
Ha trabajado por más de veinte años en proyectos de desarrollo y superación de pobreza, tanto en sus diseños como en las fases de implementación.
Ha sido asesor en temas de política habitacional de diversos gobiernos. Durante el primer gobierno de Sebastián Piñera, trabajó en el Ministerio de Vivienda y Urbanismo, siendo parte del equipo que diseñó el plan de reconstrucción del terremoto de 2010, y estuvo a cargo del diseño del subsidio de la clase media, como del primer programa de apoyo al arriendo en el país. Posteriormente, fue durante cuatro años asesor del gobierno de Haití, en el diseño de la nueva institucionalidad de vivienda del país.
Paralelamente, participó de las fundaciones Hogar de Cristo y TECHO, y ha trabajado como consultor del Banco Mundial (BM) y del Banco Interamericano de Desarrollo (BID) asesorando en temas de política habitacional a diversos países tales como Brasil, Argentina, Perú y República Dominicana.
Desde el emprendimiento social fue cofundador y director ejecutivo de América Solidaria. Por otro lado, participó del equipo que armó el agua purificada LATE y también fue cofundador de Fútbol Más, fundación que busca entregar herramientas de vida a niños, niñas y jóvenes, a través del deporte, con el apoyo de sus comunidades. Actualmente se desempeña como director ejecutivo global de esta Fundación que tiene presencia en diversos países como Chile, Perú, Paraguay, México, Kenia, España y Francia.
El 11 de marzo de 2018 fue designado por el presidente Sebastián Piñera como subsecretario de Vivienda y Urbanismo en el Ministerio homónimo, manteniéndose en el hasta el final de la administración en marzo de 2022.